# Sebastian Velcotă
Sebastian Darius Velcotă (sinh ngày 20 tháng 3 năm 1998) là một cầu thủ bóng đá người România thi đấu ở vị trí tiền vệ cho Poli Timișoara.